# Quartier Sainte-Anne (Tarbes)
Sainte-Anne est un quartier de la ville de Tarbes, dans le département français des Hautes-Pyrénées, situé au centre-ouest de la ville.

## Géographie

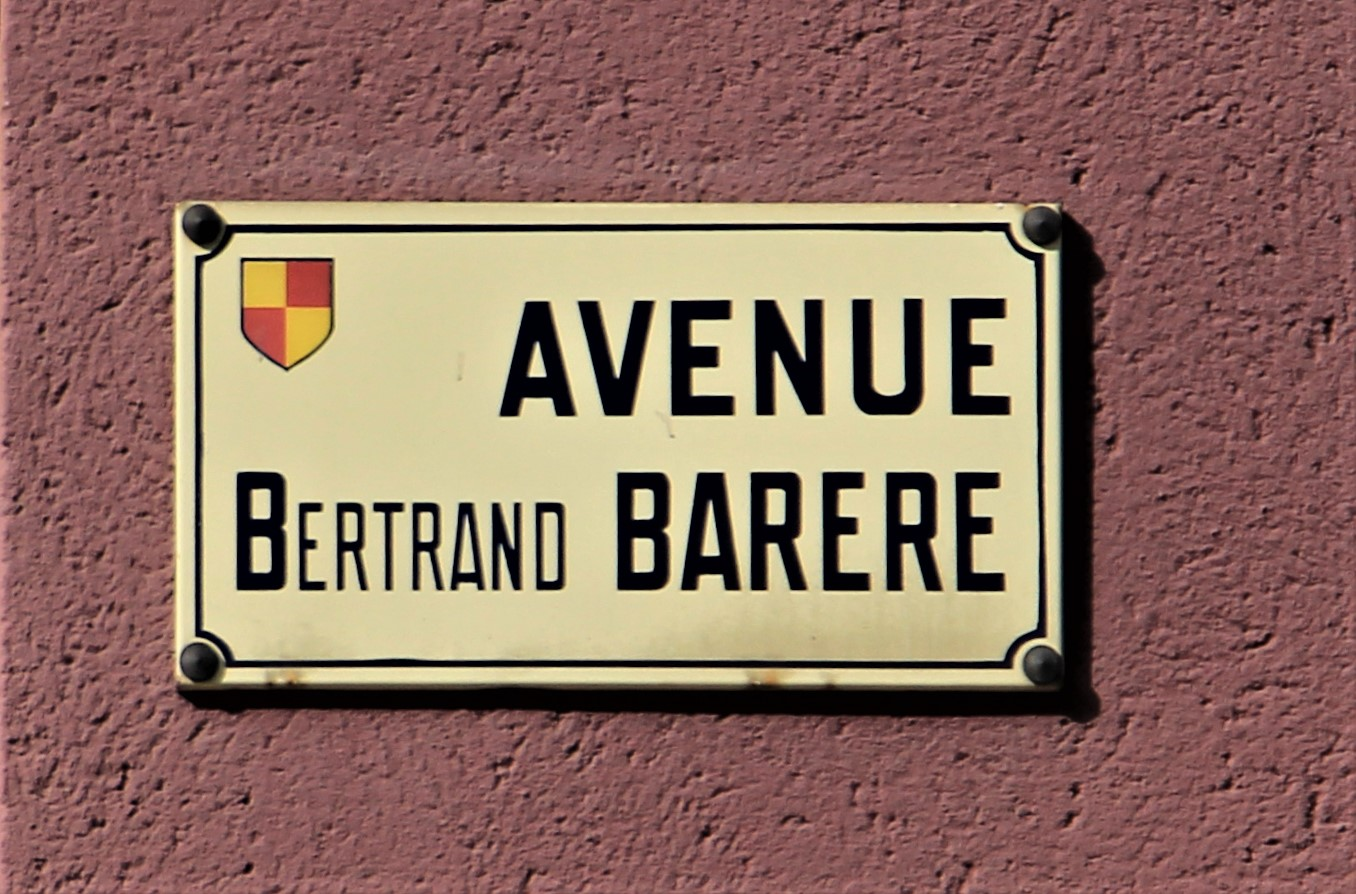
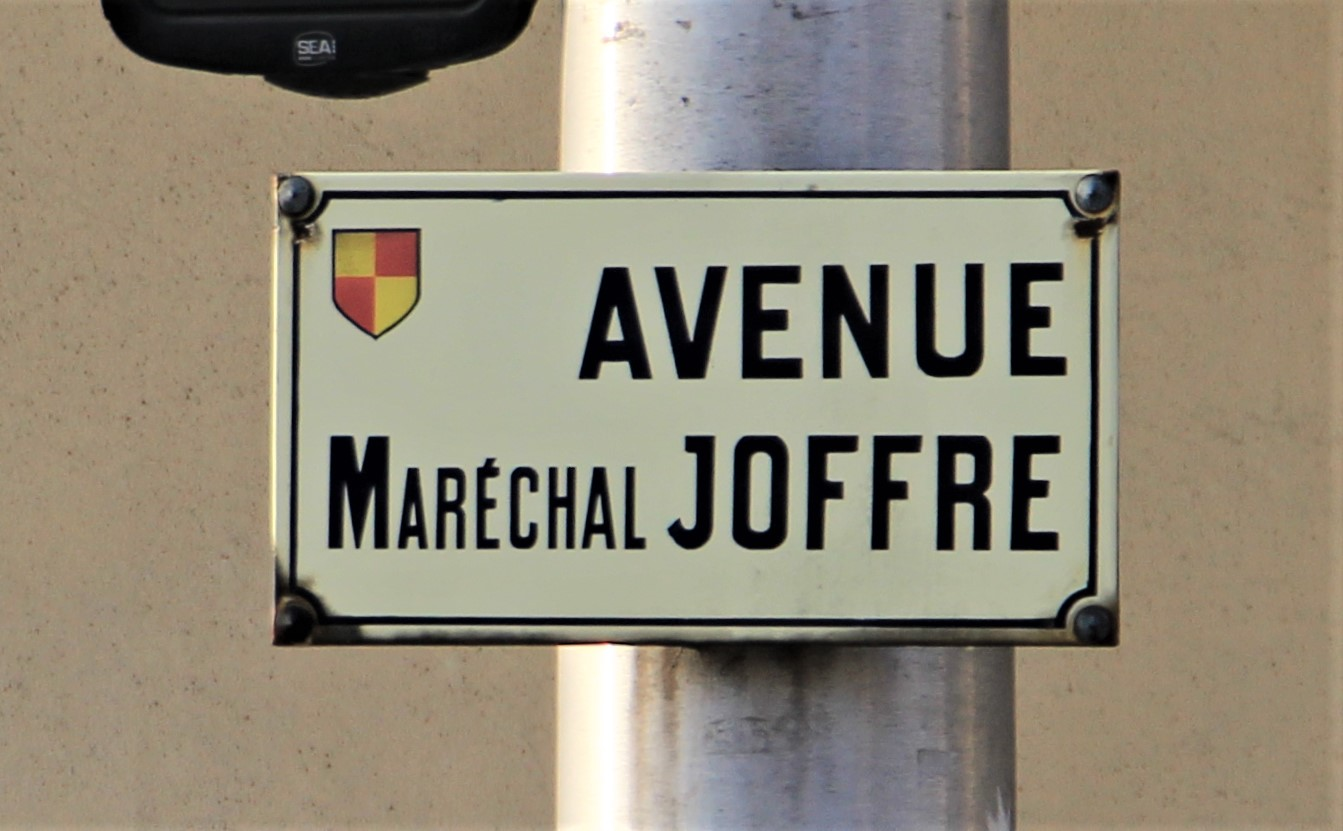

Le quartier est situé au centre-ouest de la ville, entre le quartier d'Urac-Sendère à l’ouest, le quartier de Laubadère  au nord, le quartier du centre-ville à l'est et le quartier de La Gespe au sud.

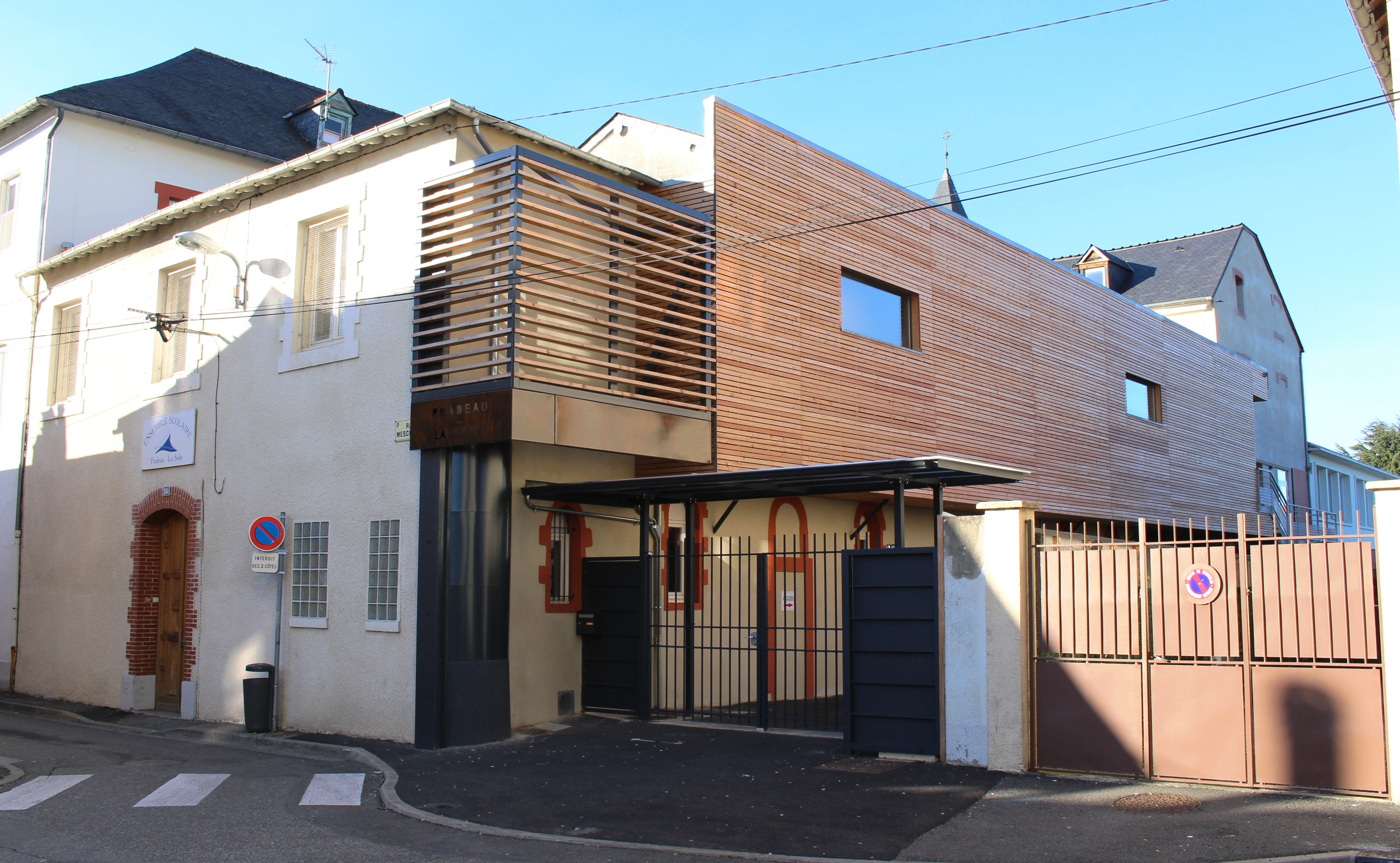
Le Collège Pradeau-La Sède.
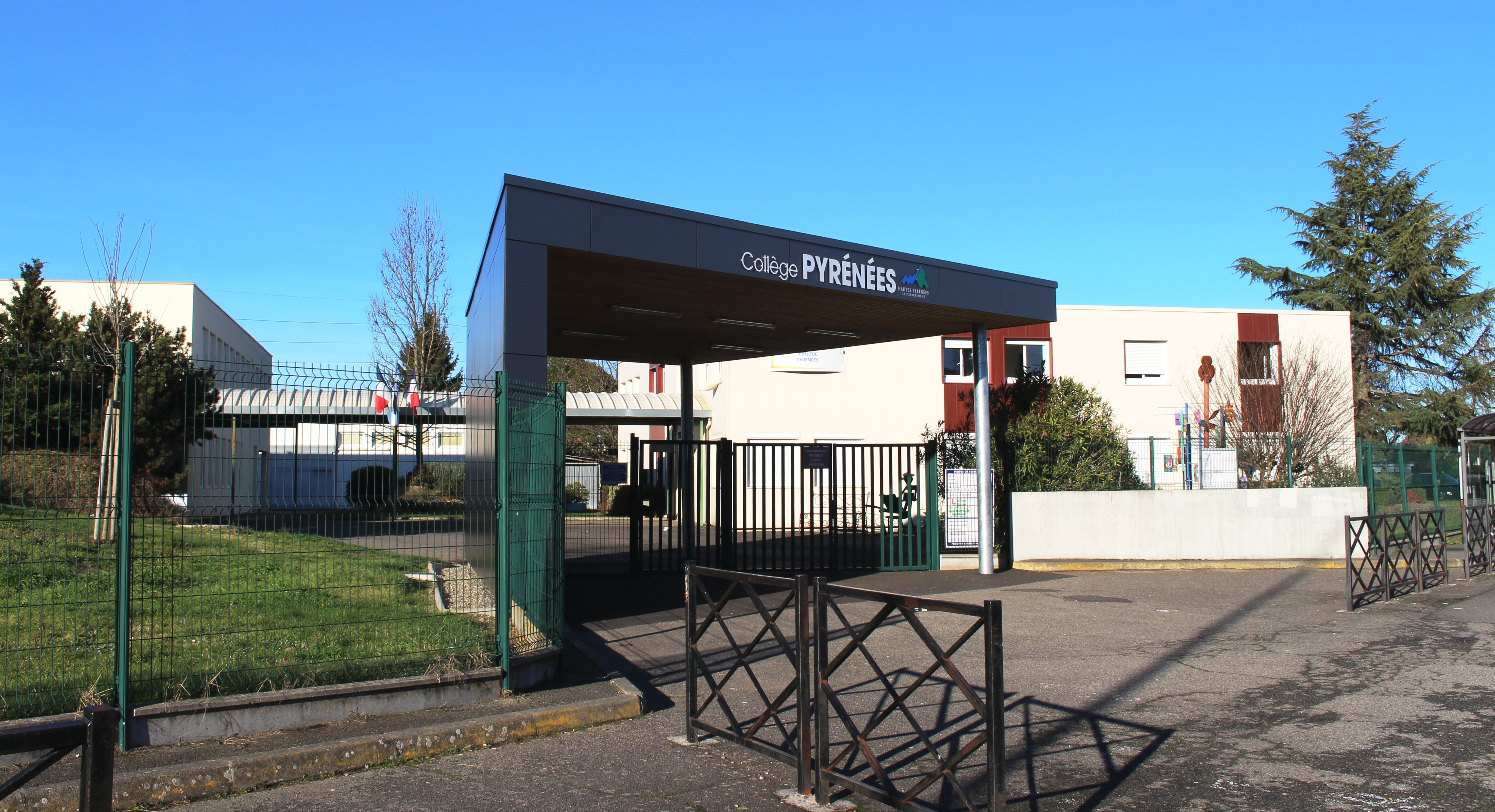
Le Collège des Pyrénées.
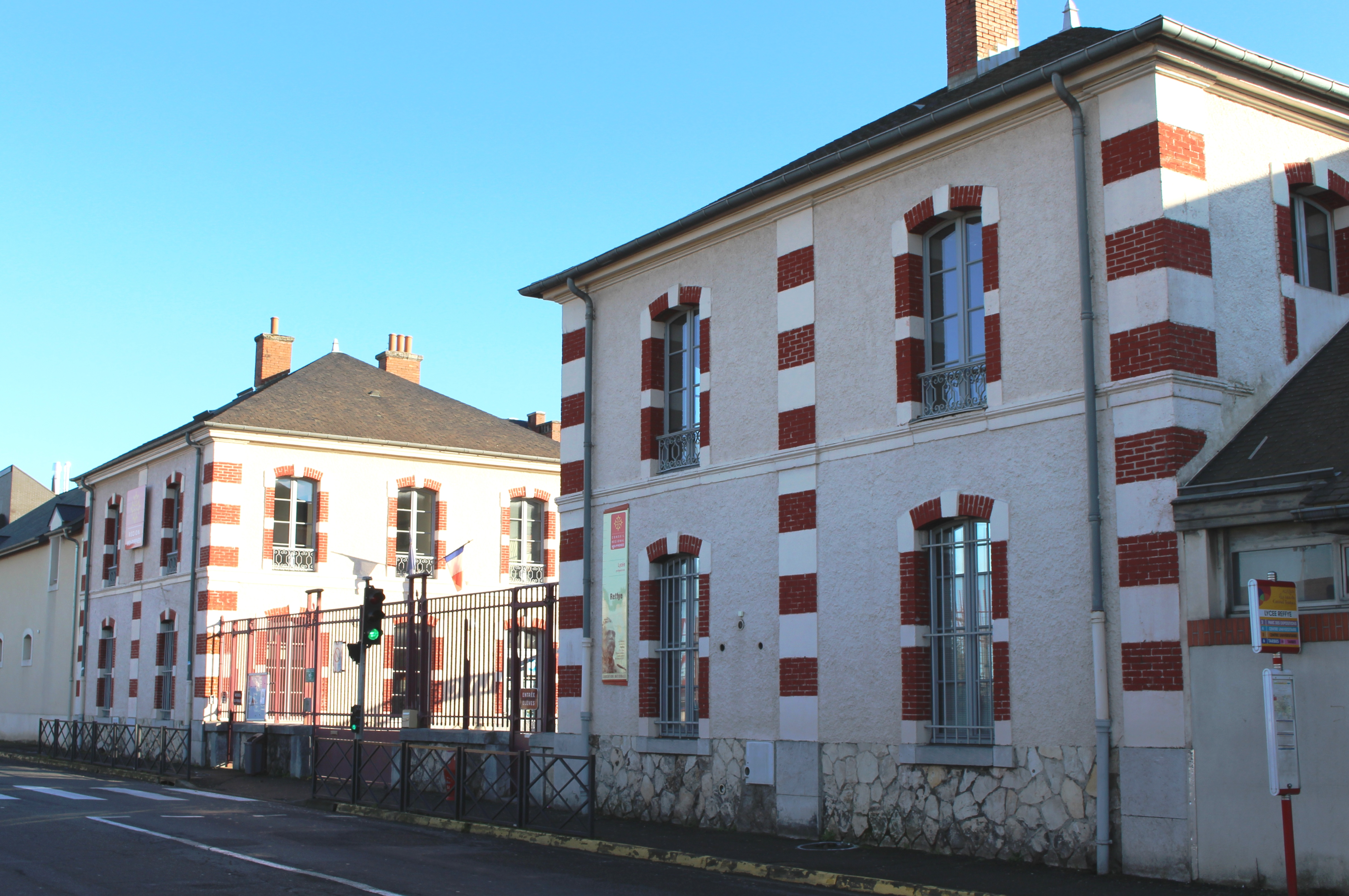
Le Lycée Reffye.

## Évolution démographique
| 2012  | 2015  | 2019  |
| ----- | ----- | ----- |
| 4 020 | 4 025 | 4 090 |

### Découpage territorial
Il est composé de deux IRIS : Tarbes Cité Administrative et le Cimetière de la Sède.
Le quartier contient les secteurs : de  La Gare et du Faubourg.

## Noms de certaines rues du quartier
- Rue du Corps Franc Pommiès anciennement Route nationale 117.
- Avenue Maréchal Joffre.
- Boulevard du Maréchal Juin.
- Boulevard Henri IV.
- Avenue Bertrand Barère.

## Enseignement

### Écoles maternelle
- École privée de Pradeau-La Sède.

### Écoles primaires
Tarbes dispose de 16 écoles primaires : 12 publiques et 4 privées.
- École privée de Pradeau-La Sède.

### Collèges
- Collège public des Pyrénées.
- Collège privé de Pradeau-La Sède.

### Lycées
- Lycée privé de Pradeau-La Sède.
- Lycée public Reffye.

## Lieux de culte
- Église Sainte-Anne de Tarbes.

## Infrastructures

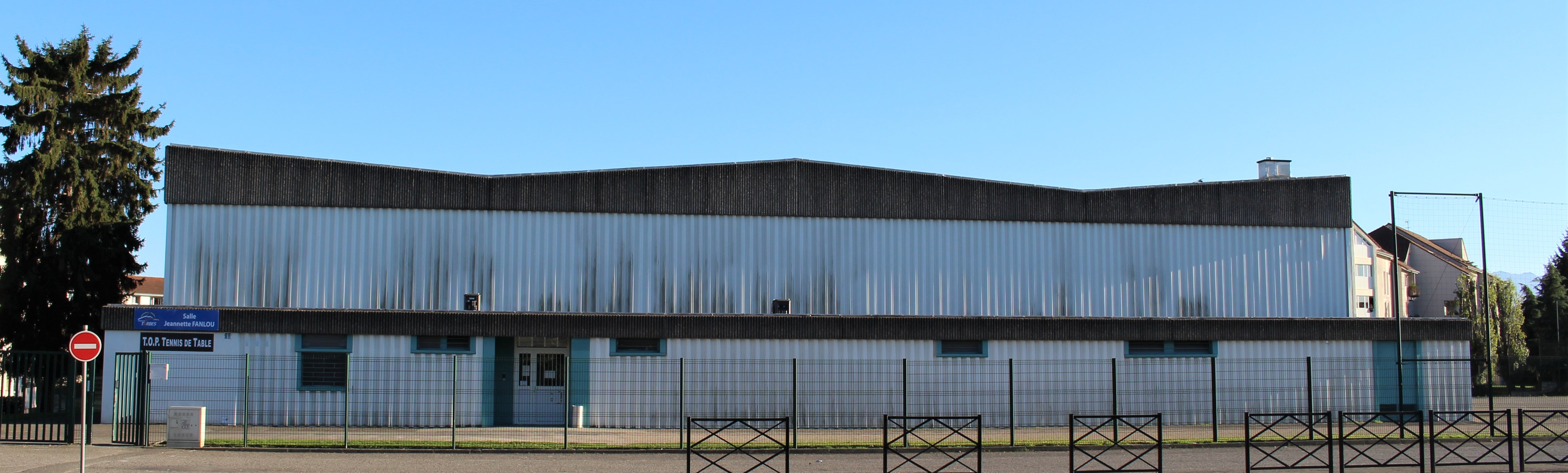
Le Gymnase Jeannette Fanlou.

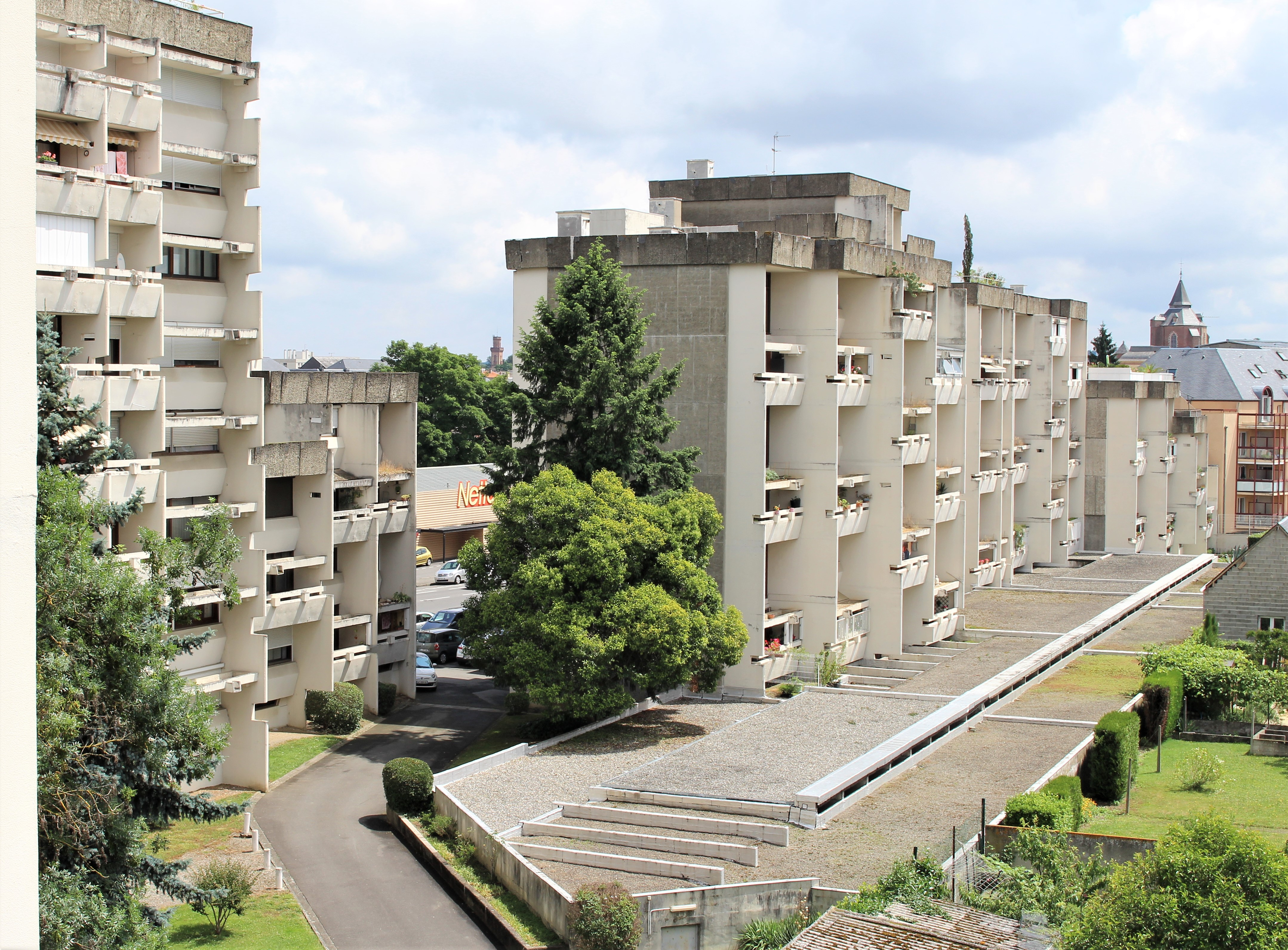
La Résidence Le Navarre.

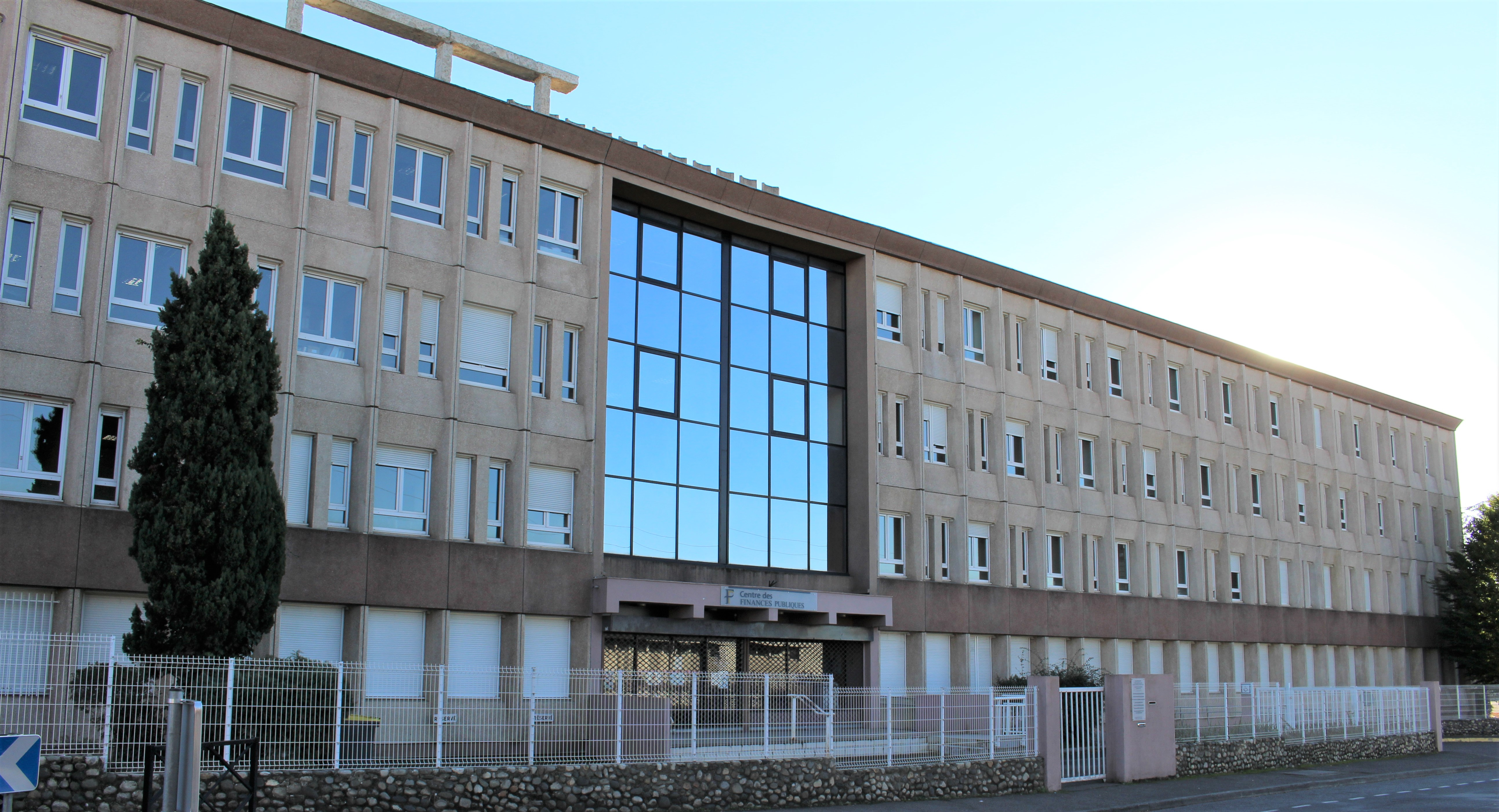
L'Hôtel des Impôts.

### Bâtiment public
- L'Hôtel des Impôts.
- Centre de loisir Pasteur-Daudet.

### Sportives
- Gymnase Jeannette Fanlou.
- Salle Solférino de sport de combat.

### Résidence
- Le Navarre, résidence labellisée Patrimoine du XXe siècle.
- Cité Henri-IV.

### Cimetière
- Cimetière de la Sède.

## Transports
- Gare de Tarbes,

C'est l'entreprise Keolis qui exploite les lignes urbaines de bus de Tarbes, depuis le 17 octobre 2020.